# Gymnothorax chilospilus
Gymnothorax chilospilus es una especie de pez de la familia de los morénidas en el orden de los Anguilliformes.

## Morfología
Los machos pueden llegar a alcanzar los 50,5 cm de longitud total.

## Distribución geográfica
Se encuentra desde Sudáfrica y Omán hasta las Hawái, las Islas de la Sociedad, las Islas Ryukyu, el norte de Australia e Islas de la Lealtad.